# Punta punta
Punta punta är en fjärilsart som beskrevs av Evans 1955. Punta punta ingår i släktet Punta och familjen tjockhuvuden. Inga underarter finns listade i Catalogue of Life.